# حجم سبز
حجم سبز نام هفتمین کتاب از هشت کتاب (مجموعه اشعار) سهراب سپهری است که نخستین بار در سال ۱۳۴۶ توسط انتشارات روزنه چاپ شده‌است. سپهری این کتاب را به بیوک مصطفوی تقدیم کرد.

## فهرست اشعار
کتاب حجم سبز شامل اشعار زیر است (به ترتیبی که در کتاب آمده‌است):
1. از روی پلک شب
2. روشنی، من، گل، آب
3. و پیامی در راه
4. ساده رنگ
5. آب
6. در گلستانه
7. غربت
8. پیغام ماهی‌ها
9. نشانی
10. واحه‌ای در لحظه
11. پشت دریاها
12. تپش سایهٔ دوست
13. صدای دیدار
14. شب تنهایی خوب
15. سورهٔ تماشا
16. پرهای زمزمه
17. ورق روشن وقت
18. آفتابی
19. جنبش واژهٔ زیست
20. از سبز به سبز
21. ندای آغاز
22. به باغ هم‌سفران
23. دوست
24. همیشه
25. تا نبض خیس صبح